# Ключ 104
Ключ 104 (трад. и упр. 疒) — ключ Канси со значением «болезнь»; один из 23, состоящих из пяти штрихов.
В словаре Канси есть 526 символов (из 49 030), которые можно найти c этим радикалом.

## История
Древняя идеограмма изображала лежащего на постели человека, на теле которого выступили капли пота, то есть страдающего от тяжкого недуга.
Современный иероглиф используется только в этом значении. В составе сложных знаков указывает, что иероглиф обозначает какое-либо заболевание.
Это сильный ключевой знак.

Вид в Цзиньвэнь
Вид в Цзягувэнь
Вид в малой печати Чжуаньшу

В словарях находится под номером 104.

## Примеры иероглифов
| Доп. штрихи | Иероглифы                                                                        |
| ----------- | -------------------------------------------------------------------------------- |
| 0           | 疒                                                                               |
| 2           | 疓 疔 疕 疖 疗                                                                   |
| 3           | 疘 疙 疚 疛 疜 疝 疞 疟 疠                                                       |
| 4           | 疡 疢 疣 疤 疥 疦 疧 疨 疩 疪 疫 疬 疭 疮 疯                                     |
| 5           | 疰 疱 疲 疳 疴 疵 疶 疷 疸 疹 疺 疻 疼 疽 疾 疿 痀 痁 痂 痃 痄 病 痆 症 痈 痉    |
| 6           | 痊 痋 痌 痍 痎 痏 痐 痑 痒 痓 痔 痕 痖                                           |
| 7           | 痗 痘 痙 痚 痛 痜 痝 痞 痟 痠 痡 痢 痣 痤 痥 痦 痧 痨 痩 痪 痫                   |
| 8           | 痬 痭 痮 痯 痰 痱 痲 痳 痴 痵 痶 痷 痸 痹 痺 痻 痼 痽 痾 痿 瘀 瘁 瘂 瘃 瘄 瘅 瘆 |
| 9           | 瘇 瘈 瘉 瘊 瘋 瘌 瘍 瘎 瘏 瘐 瘑 瘒 瘓 瘔 瘕 瘖 瘗 瘘                            |
| 10          | 瘙 瘚 瘛 瘜 瘝 瘞 瘟 瘠 瘡 瘢 瘣 瘤 瘥 瘦 瘧 瘨 瘩 瘪 瘫                         |
| 11          | 瘬 瘭 瘮 瘯 瘰 瘱 瘲 瘳 瘴 瘵 瘶 瘷 瘸 瘹 瘺 瘻 瘼 瘽 瘾 瘿                      |
| 12          | 癀 癁 療 癃 癄 癅 癆 癇 癈 癉 癊 癋 癌 癍 癎                                     |
| 13          | 癏 癐 癑 癒 癓 癔 癕 癖 癗 癘 癙 癚 癛 癜 癝 癞                                  |
| 14          | 癟 癠 癡 癣                                                                      |
| 15          | 癢 癤 癥 癦                                                                      |
| 16          | 癧 癨 癩 癪 癫                                                                   |
| 17          | 癬 癭 癮                                                                         |
| 18          | 癯 癰                                                                            |
| 19          | 癱 癲                                                                            |
| 21          | 癳                                                                               |
| 23          | 癴                                                                               |
| 25          | 癵                                                                               |

- Примечание: Ваш браузер может отображать иероглифы неправильно.